# Guia (Albufeira)
Guia, selten auch Alfontes da Guia, ist eine Ortschaft und eine Gemeinde im Süden Portugals. Guia liegt rund 9 Kilometer nordwestlich der Algarveküste bei Albufeira und etwa 45 nordwestlich von Faro.
Der Wasserzoo und Erlebnispark Zoomarine befindet sich im Gemeindegebiet.

## Geschichte
Die ursprüngliche Siedlung wurde von Römern gegründet. Die Araber eroberten sie nach 711 und nannten den Ort Alfontes.
Die heutige Ortschaft entstand sehr viel später, um die Wallfahrtskapelle Ermida de Nossa Senhora da Guia herum. Auf einem Hügel namens Cerro de São Sebastião gelegen und im 16. Jahrhundert errichtet, soll einer Legende nach eine Marienerscheinung den Bau der Kapelle bewirkt haben. Möglicherweise kamen hier bereits seit Ende des 15. Jahrhunderts Gläubige her und errichteten die Kapelle später. Von dem Hügel breitete sich danach die Besiedlung aus, jedoch sehr langsam.
1548 ereignete sich an der nahen Küste bei Albufeira ein maurischer Seeangriff, bei dem sechs Bauern als Sklaven verschleppt wurden. Daraufhin wurde, noch unter der Herrschaft des Königs D. João III., hier ein Wachturm errichtet, als Teil eines Überwachungssystems der Küste. 1617 wurde die Gemeinde Guia geschaffen. Seither gehört sie zum Kreis Albufeira.

## Verwaltung
Guia ist Sitz einer gleichnamigen Gemeinde (Freguesia) im Kreis (Concelho) von Albufeira im Distrikt Faro. Sie hat eine Fläche von 26,8 km² und 4758 Einwohner (Stand 19. April 2021), was einer Bevölkerungsdichte von 177,5 Einwohnern/km² entspricht.
Folgende Ortschaften liegen in der Gemeinde Guia:

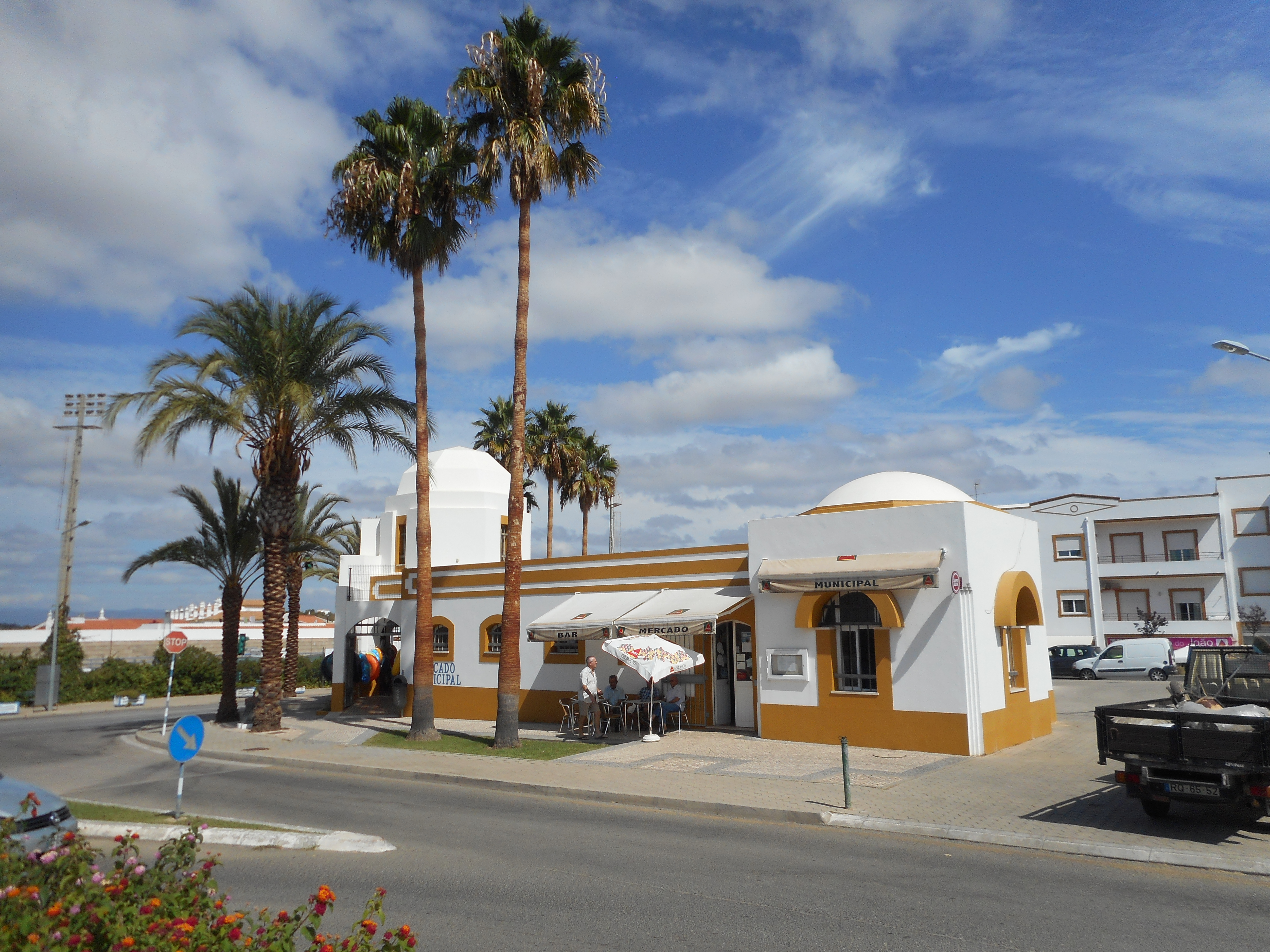
Die städtische Markthalle in Guia

| - Álamos - Amendoal - Ataboeira - Barrancos - Cortelhas - Fonte - Galé - Guia - Ilha da Madeira - Monte Juntos - Mouraria | - Pedra de Escorregar - Quinta da Felicidade - Quinta da Jolú - Quinta da Saudade - Quinta de Barrancos - Quinta dos Álamos - Tavagueira - Vale da Ursa - Vale de Parra - Vale Rabelho - Vale Verde |

## Bauwerke
- Gemeindekirche Igreja Paroquial da Guia (auch Igreja de Nossa Senhora da Visitação)
- Kapelle Ermida de Nossa Senhora da Guia
- Kirche Igreja de São Sebastião
- Markthalle Mercado Municipal